# أنجيلا بلومفيلد
أنجيلا بلومفيلد (بالإنجليزية: Angela Bloomfield)‏ هي مخرجة وممثلة نيوزلندية، ولدت في 11 ديسمبر 1972 في نيوزيلندا.

## أعمال

### مسلسلات
- شارع شورتلاند

## وصلات خارجية
- أنجيلا بلومفيلد على موقع IMDb (الإنجليزية)
- أنجيلا بلومفيلد على موقع ألو سيني (الفرنسية)
- أنجيلا بلومفيلد على موقع أول موفي (الإنجليزية)
- أنجيلا بلومفيلد على موقع قاعدة بيانات الفيلم (الإنجليزية)
- أنجيلا بلومفيلد على موقع كينوبويسك (الروسية)